# 8.ª Flotilla U-boat
La octava flotilla de submarinos alemana (en alemán 8. Unterseebootsflottille ) se formó en junio de 1941 en Königsberg, Alemania bajo el mando del Kapitänleutnant Georg-Wilhelm Schulz, quien también en ese momento comandaba la 6ª Flotilla de submarinos en Danzig . Era principalmente una flotilla de entrenamiento, pero en los últimos meses de la guerra, algunos barcos de la flotilla estaban en combate contra la Armada soviética en el Mar Báltico. La flotilla se disolvió en enero de 1945.

## Comandantes de flotilla
| Duración                        | Comandante                               |
| ------------------------------- | ---------------------------------------- |
| octubre de 1941 – enero de 1942 | Kapitänleutnant Georg-Wilhelm Schulz     |
| enero de 1942 – enero de 1943   | Korvettenkapitan Hans Eckermann          |
| enero de 1943 – marzo de 1943   | Kapitän zur See Bruno Mahn (en suplente) |
| enero de 1943 – abril de 1944   | Korvettenkapitan Werner von Schmidt      |
| mayo de 1944 – enero de 1945    | Fregattenkapitän Hans Pauckstadt         |

## Unidades
La flotilla recibió 258 unidades durante su servicio, compuestas por submarinos Tipo VII C, C/41, C/42 y D , Tipo IX B , Tipo XVII A y B , Tipo XXI y Tipo XXIII .
Unidades del 8. Unterseebootsflotille:
- U-88 , U-89
- U-90
- U-108
- U-212 , U-218 , U-222 , U-223 , U-242 , U-250 , U-253 , U-254 , U-255 , U-256 , U-260 , U-261 , U- 263 , U-264 , U-265 , U-266 , U-267 , U-268 , U-269 , U-270 , U-271 , U-272 , U-273 , U-274 , U-275 , U-276 ,U-277 , U-278 , U-279 , U-280 , U-281 , U-282 , U-283 , U-284 , U-285 , U-286 , U-288 , U-289 , U- 290 , U-292 , U-293 , U-294 , U-295 , U-296 , U-297 , U-298 , U-299
- U-300 , U-302 , U-303 , U-304 , U-305 , U-306 , U-307 , U-308 , U-309 , U-310 , U-311 , U-312 , U- 313 , U-314 , U-315 , U-334 , U-335 , U-338 , U-339 , U-340 , U-341 , U-342 , U-343 , U-344 , U-345 , U-346 ,U-347 , U-348 , U-357 , U-358 , U-359 , U-361 , U-362 , U-363 , U-370 , U-378 , U-379 , U-383
- U-405 , U-406 , U-411 , U-412 , U-413 , U-414 , U-415 , U-416 , U-417 , U-418 , U-419 , U-420 , U- U- 421 , U-422 , U-423 , U-424 , U-425 , U-426 , U-427 , U-428 , U-429 , U-430 , U-438 , U-443 , U- 444 , U-445 ,U-446 , U-447 , U-448 , U-449 , U-450 , U-458 , U-465 , U-475 , U-479 , U-481
- U-593 , U-594 , U-595 , U-596 , U-597 , U-598 , U-599
- U-613 , U-614 , U-615 , U-616 , U-620 , U-621 , U-622 , U-623 , U-624 , U-625 , U-637 , U-657 , U- 658 , U-664 , U-676
- U-679
- U-704 , U-707 , U-708 , U-712 , U-713 , U-717 , U-731 , U-732 , U-733 , U-734 , U-735 , U-736 , U- 737 , U-738 , U-739 , U-740 , U-741 , U-742 , U-743 , U-744 , U-745 , U-760 , U-761 , U-762 , U-763 , U-764 ,U-765 , U-766 , U-767 , U-792 , U-793 , U-794 , U-795
- U-825 , U-826 , U-827 , U-828
- U-921 , U-958
- U-1000 , U-1001 , U-1102 , U-1103 , U-1104 , U-1105 , U-1106 , U-1107 , U-1108 , U-1109 , U-1110 , U-1163 , U- 1164 , U-1165 , U-1166 , U-1167 , U-1168 , U-1169 , U-1170 , U-1171 , U-1172 , U-1191 , U-1192 , U-1193 , U-1199 ,U-1200 , U-1201 , U-1203 , U-1204 , U-1205 , U-1206 , U-1207 , U-1208 , U-1209 , U-1210 , U-1271 , U-1272 , U- 1273 , U-1274 , U-1275 , U-1276 , U-1277 , U-1278 , U-1279 , U-1405 , U-1406
- U-2339 , U-2501 , U-2504
- U-3501 , U-3502 , U-3503 , U-3504 , U-3505 , U-3506 , U-3507 , U-3508 , U-3510 , U-3511 , U-3512 , U-3513 , U- 3514 , U-3515 , U-3516 , U-3517 , U-3518 , U-3519 , U-3520 , U-3521 , U-3522